# Angasomyrtus
- Commons
- Wikispecies

Angasomyrtus Trudgen & Keighery  é um género botânico, recentemente formado, pertencente à família Myrtaceae, nativo da Austrália.

## Espécies
Apresenta uma única espécie:
- Angasomyrtus salina M.E.Trudgen & G.J.Keighery